# キャプテン翼II スーパーストライカー
『キャプテン翼II スーパーストライカー』（きゃぷてんつばさツー ―）は、1990年にテクモより発売されたファミリーコンピュータ用のゲーム。

## 概要
漫画『キャプテン翼』（1981年 - 1988年）が原作のゲーム第2弾。原作の「ワールドユース編」はまだ連載していなかったため、ストーリー自体はテクモのオリジナルである。本作以降、テクモ版は独自のストーリーを展開させていくようになり、ゲームオリジナルの選手・必殺技も多数登場する。音楽には斎藤幹雄（メタルゆうき名義）が参加している。

## ゲーム内容

### システム
主人公のチームを操作し、試合に勝利することで進行する。試合に敗北すると再戦または前の試合に戻される。ストーリーの節目となる試合を終えると、味方チームが入れ替わる。ワールドユース編以降は全て全日本を操作する。
前作と同じく、パスワード方式（スコアメモ）でセーブを行う。前作及び他の作品と比較してパスワードの文字数は少ない。

### ルール・仕様
サッカーのルール
基本的にはサッカーのルールに準じているが、以下の点が異なる。
- 反則をしてもカードによる警告などは与えられず、累積・負傷等による退場もない。
- オフサイドが無い。
- ハーフタイムによる陣地の交換が無く、常に味方チームの陣地が左側、敵チームの陣地が右側となっている。
- オウンゴールが無い。

画面表示
画面下半分にフィールドレーダーが表示され、選手はポジションの番号で表される。ボールを持っている選手は番号の代わりにボールのレーダーで表示される。GKは画面上には表示されない。レーダーの左側には残り時間と得点が表示される。
画面上半分には選手のドリブルのアニメーションが表示され、さらに左上隅に選手の名前と残りガッツが表示される。
ガッツ
選手の体力を表す数値。ボールを持っていたり、各種コマンドを実行したり、吹っ飛ばされた時などに消費し、ボールを持たないでいると徐々に回復する。残りガッツが各種コマンドの消費量を下回ると行動成功率の著しい低下や一部のコマンド選択が不可能になるなどの弊害が生じる。一方敵チームの選手はガッツによる行動制限が無い。

### 各種行動
状況により、選択できる行動が異なる。空中戦は、PA内でパスかこぼれ球を受けた場合のみ発生する。全ての行動は、一定確率で必殺技と同等の効果を発揮する場合がある（強烈なシュート・鋭いパスなど）。

#### オフェンス時（地上）
自チームの選手がボールを持っている時の状態。ボールを持っているGK以外の選手を操作でき、その他の選手は自動で動く。操作中は一定のタイミングで10秒ずつ時間が経過していく。任意の操作や敵選手との接触によりコマンドが表示され、ドリブル・パス・シュート・ワンツーの4つのコマンドを選択できる。必殺技を所持している選手はコマンドを選択後、さらに必殺技を選択できる。任意でコマンドを表示した場合のみキャンセル可能。
ドリブル
敵選手をドリブルで抜く。成功すると再び移動画面になる。敵選手と接触していない場合は移動画面に戻る。GKとの接触時に選択し成功すると、即座にシュートする。
パス
フィールドの好きな位置にカーソルを合わせ、選択した場所へパスを出し、1番近くにいる選手（敵含む）がボールを受ける。パスの軌道上に敵がいるとカットに来る事もある。近くに選手がいない場合はこぼれ球となる。
ワンツー
近くにいる味方選手と壁パスを行う。味方選手が近くにいないと使用できない。必殺技の場合はそのような制限は無いが、相手となる選手が出場していなければ選択できない。成功率はパスのパラメータに依存する。GKと接触した場合は選択できない。
シュート
敵ゴールに向けてシュートを撃つ。自チームの陣地からシュートを撃った場合、届かずにこぼれ球となる（必殺シュート、あるいは通常シュートを選択した場合に低確率で発生する強烈なシュートの場合は届く）。シュートの軌道上に敵がいるとカットに入る場合がある。GKがセーブできなかった場合でも、DFのカバーかポストに当たってゴールできない場合がある。一定以上のシュート力があると、ゴールネットを突き破る。

#### ディフェンス時（地上）
敵チームの選手がボールを持っているときの状態。自チームの選手は1人のみ操作可能だが、オフェンス時とは異なり操作する選手を切り替えることができる。コマンド画面は敵選手と接触した時のみ自動で開く（任意では不可能）。
タックル
スライディングでボールを奪いに行く。ドリブルに対して相性がよい。ごくまれにするどいタックルとなり、ボールを奪いやすくなる(味方敵発動する)
ブロック
ボールをカットしに行く。シュートに対して相性がよい。
パスカット
ボールをカットしに行く。パスに対して相性がよい。
うごかない
何もしないが、ガッツを消費しないため、温存したい場合に使用する。

#### 空中戦（自軍ボール時）
地上と同様のコマンドは、浮き球に対応したパラメータが影響する。
パス
シュート
敵陣でのみ選択可能。高いボールであればヘディングで、低いボールであればボレーでシュートする。基本的に地上からシュートするよりも威力が高い。
トラップ
ボールを受け、ドリブルでの移動を開始する。
クリアー
自陣でのみ選択可能。ボールを大きく蹴りだし、こぼれ球にする。
スルー
敵陣でのみ選択可能。GKのバランスを崩し、シュートを決めやすくする。また、スルーを決め続けると最終的には倒れる。
コマンドを選択するとスルー後のコースが表示され、ボールは近くにいる選手（敵含む）が取りに来る。

#### 空中戦（敵軍ボール時）
パスカット
地上時とは違い、相手がパスする前を狙ってカットしにいく。
クリアー
自陣でのみ選択可能。
フォロー
相手がスルーをした場合は、スルー後のボールを狙って取りに行く。相手がトラップをした場合は、即座に地上で接触した状態へと移る。こぼれ球を拾う確率が上昇する。
せりあう
敵陣でのみ選択可能。相手のパスやクリアーを妨害し、成功するとこぼれ球になる。
とびだす
GKのみ選択可能。飛び出してボールをキャッチする。失敗した場合、ゴールががら空きになる。
みがまえる
GKのみ選択可能。シュートに備える。シュートを撃たれると下記のセービング時に移行する。

#### セービング時
キャッチ
ボールをキャッチする。成功すれば確実に自軍ボールにできる。成功すると自動でパスを行い、パス相手はランダムで決定される。キャッチできずにこぼれ球になる場合もある。
パンチング
ボールを弾く。キャッチよりもセーブ率が高いが、ボールの行方によっては敵に再びボールが渡る危険性がある。

#### セービング時(1対1)
ゴール手前のGKにドリブルで接触すると必ず発生。GKがドリブルで抜かれた場合、自動的にシュート行動に入る。その場合はDFのカバーがない限り、100%ゴールが決まる。
ドリブルにそなえる
フィールダーがドリブルで突破すると読んで飛び掛かる。ドリブルであれば防ぐ確率が上がる。
シュートにそなえる
フィールダーがシュートでゴールを狙うと読んで身構える。シュート系であれば防ぐ確率が上がる。

#### ゴールキーパーのデバフ
本作からGKには3つのデバフが用意されており、最後の1つ以外はキーパーのセービング能力に不利な補正がかかる。
いずれも一定時間が経過する、もしくはゴール・ファール・タッチラインを超えるで状況がリセットされると解除される。
バランスを崩している
攻撃側のスルーが成立するとキーパーがこの状態になる。GKのセーブの成功率が下がる。
倒れている
スルーされ続ける、もしくはセービングでこぼれ球になった直後にフィールダーの誰かに合わせられると発生。
バランスを崩している以上にセーブの成功率が下がる。
ゴールはカラッポだ！！
GKが1対1の勝負に負ける、またはとびだしてボールの確保に失敗するとこの状態になる。
GKが不在の状態となり、この状態でシュートをされるとGKのセービングができずにゴール判定に持ち込まれる。

### レベル・パラメータ
自チームの選手にはレベルが設定され、試合中の各種行動の成功時や試合の終了時などに得られる経験値（確認不可能）を蓄積することで上昇する。自チームが変更になる際には特定のキャラから特定のキャラへの経験値の継承が行われる（1対1だけでなく1対多の組み合わせもあり、また最終的には獲得した経験値が継承されずに消滅することもある）。レベルと共に各パラメータも上昇し、強いチームとも渡り合えるようになる。パラメータの上昇度合いは各選手により異なり、基本的には初期能力値が高いほど上昇の度合いも大きい。敵チームのパラメータは試合ごとに固定であり、同一選手でも試合ごとに能力値が異なる。また必殺技を持つ敵選手は、必殺シュートを持つならシュートが、必殺セービングを持つならキャッチが低いなど、威力に影響するパラメータが低い傾向にある。

## 設定

### ストーリー
フランス国際Jr.ユース大会での優勝から3年、サンパウロFCのユースチームのキャプテンとなった大空翼の新たなる戦いが始まる。
リオカップ編
ユースクラスのNo.1を決める大会にて、翼はサンパウロを率い、カルロスを筆頭にしたブラジルユースの雄と戦いながら優勝を目指す。
冬の全国高校サッカー編
リオカップ決勝の1週間前、日本では冬の全国高校サッカー選手権が開催されていた。岬率いる昨年の優勝校南葛と日向率いる一昨年の優勝校東邦は、互いにV2を掛けた戦いに挑む。
ジャパンカップ編
ワールドユースに備えた強化試合が日本で開催されることになった。翼はサンパウロを率いて、若林や岬を初めとする全日本と戦うことになる。
ワールドユースアジア予選編
ワールドユースが開催された。翼率いる日本は順当にアジア予選勝ち抜いていき、Jr.ユースで戦った国々も続々と予選を通過していく。
開催地のブラジルでは、ブラジルユースの監督にロベルトが就任することになった。
ワールドユース予選リーグ編
本選へと駒を進めた全日本。予選リーグではJr.ユースの雪辱に燃えるピエールとナポレオンが、新たな必殺シュートを武器に挑んでくる。
ワールドユース決勝トーナメント編
予選を通過した全日本。翼はロベルトからの手紙をきっかけに、伝説の必殺シュート「サイクロン」の完成に励む。決勝戦の舞台はマラカナン・スタジアムである。

### 必殺技
オーバーヘッドキック
翼の得意技の必殺シュート。翼以外にも数多くの選手が使いこなす。原作で実際に使用したキャラの他、とりわけ能力の高い選手が使うことが多い。
ごういんなドリブル
原作の日向の直線的ドリブルと同じ。豪快に相手を吹き飛ばす。日向を筆頭に、パワータイプの選手が得意とする。前作にも存在したが、コマンドで選べるようになったのは本作から。
ツインシュート
2人同時に放つ必殺シュート。翼と岬・立花兄弟など、特定の選手が揃っていないと発動できない。ドライブタイガーやスカイラブツインなどの上位種もある。
イーグルショット
松山の必殺シュート。原作では基本的にロングシュート専用であったためか、本作ではどの場所から撃っても減衰率が０に計算され、同じ威力になる。
なだれこうげき
松山がふらの戦でのみ使用してくる技。発動すると、全選手が2倍の移動速度でオーバーラップしてくる。
ドライブオーバーヘッド
グレミオ戦で、メオンの弱点に気づいてもなお、ただのオーバーヘッドキックでは通用しないと悩んだ翼が思いついたシュートで、ボールが浮き上がる。元々は原作の西ドイツ戦の決勝ゴールになったシュート。
ミラージュシュート
カルロスの必殺シュート。ボールが七色に光り、分裂しながらゴールに向かってくる。
スライダーキャノン
Jr.ユースでストライカーとしての差を思い知らされたピエールとナポレオンが編み出したツインシュート。他のツインシュートと異なり、高い浮き玉からでも放つことができる。
サイクロン
伝説のストライカー・ジャイロが選手生命を懸けて編み出した必殺シュート。その実態は「究極のドライブシュート」と言うべきもので、通常のドライブシュートよりも鋭角に曲がり落ちる。
ボールにバックスピンを掛けて真上に蹴り上げ、落下中にドライブシュートで蹴る事で、無敵の力を秘めたサイクロンになる。ただしロベルトは、ジャイロのオリジナルは真似できるものではなく、これは翼が編み出した新しいサイクロンであると言う。
桁外れに威力が高いため、普通にプレイしていればまず止められることはなく、また地上・空中の両方から撃てるため汎用性も高い最強のシュート。さらにゲーム上で初めて打つ1回目のみ、無条件で点が入る。後のシリーズでもこの必殺シュートを軸にストーリーが展開していく。
マッハシュート
コインブラが放つ必殺シュート。いわゆる消える魔球。

## 登場人物
原作からの登場人物の詳細はキャプテン翼の登場人物を、ゲームオリジナルの登場人物の詳細はキャプテン翼 (ゲーム)を参照。

### 日本の選手
大空 翼
ポジション：MF 所属：サンパウロ→全日本
主人公。サンパウロのキャプテン。
能力値が非常に高くオフェンスの必殺技も豊富に持つ。
岬 太郎
ポジション：MF 所属：南葛高校→全日本
昨年の優勝校の南葛を率いて、V2を目指す。
能力値は翼とほぼ互角で非常に高い。原作同様、翼とのコンビプレイでも力を発揮する。ただし地上からの必殺技が少ない。
日向 小次郎
ポジション：FW 所属：東邦学園→全日本
一昨年の優勝校の東邦学園を率いて、V2を目指す。
シュートとタックルの能力が特に秀でており、必殺技も強力なものが揃っている。
若林 源三
ポジション：GK 所属：ハンブルガーSV→全日本
能力値は味方キーパーの中では最も高い。ただ、「PA外からのゴールは許さない」という特徴は今作では反映されておらず、最初のアジア予選でさえ簡単に失点するため、原作のような活躍は難しい。
必殺技はないが、セービング時にランダムで「とめる!」という固有の演出があり、クリティカル的な扱いとなる。
なお、原作では15歳の時点で既にトップチームに所属しているはずだが、ジャパンカップではユースチームにいる。代表時は控え選手となっている。
石崎 了
ポジション：DF 所属：南葛高校→全日本
必殺ディフェンスの顔面ブロックでどんな必殺シュートでもこぼれ球にできる。
松山 光
ポジション：MF、DF 所属：ふらの高校→全日本
平均より高い能力値と必殺シュートであるイーグルショットを持つが、必殺ディフェンスを所持していない。対ふらの戦のみ「なだれこうげき」を使用してくる。
三杉 淳
ポジション：FW、MF 所属：武蔵医大付属高校→全日本
翼を超える能力値を備えているが、ガッツの消費量が激しい。ガッツの値が0になると顔を蒼くして苦しみだし、次の試合にも出場できなくなる。
前作とは違い、あまり酷使しなければフル出場や連続出場も可能。
若島津 健
ポジション：GK 所属：東邦学園→全日本
高校サッカー界のNo.1GK。
能力値は若林に劣るが、必殺技「三角飛び」を使ったセーブ力は若林を上回る。代表時はスタメンとなっている。
立花 政夫/立花 和夫
ポジション：FW、MF 所属：秋田商工→全日本
能力値はスタメンの割に低めだが、スカイラブを中心とした数多くの必殺技で補っている。1人のみで使える必殺技は持っていないが、コンビ技は互いの距離がどれだけ離れていても発動できる。
次藤 洋
ポジション：DF 所属：国見学院→全日本
巨漢を生かしたパワーディフェンスを得意とする。パワー系の必殺ディフェンスを持つ。
早田 誠
ポジション：DF 所属：立浪高校→全日本
カミソリサッカーを駆使し、ディフェンスだけでなくオフェンスの必殺技も持つ。
新田 瞬
ポジション：FW 所属：南葛高校→全日本
昨年の南葛の優勝の原動力となった。
レギュラーで必殺シュートも持つが、シュート力以外の能力値は平凡。
沢田 タケシ
ポジション：MF 所属：東邦学園→全日本
控え選手ではあるが能力値のバランスはよく、日向とのコンビ技「とうほうコンビ」でのアシストもできる。
佐野 満
ポジション：FW、MF 所属：国見学院→全日本
控え選手としては能力値が高い方で、オーバーヘッドキックを使える。また、次藤とのコンビ技「さのとのコンビプレイ」にも必要となる。
井沢 守
ポジション：MF 所属：南葛高校→全日本
元修哲トリオの1人。能力値は低いが、高い球への能力値だけならレギュラーにも匹敵する。代表時は控え選手。
来生 哲兵
ポジション：FW 所属：南葛高校→全日本
元修哲トリオの1人。点取り屋を自称する。代表時は控え選手。
滝 一
ポジション：FW 所属：南葛高校→全日本
元修哲トリオの1人。ライン際のドリブルが得意。代表時は控え選手。
森崎 有三
ポジション：GK 所属：南葛高校→全日本
原作以上に弱小キーパーとなっているが、セービング時に稀に「そうなんどもぬかれてたまるかー！」という固有の演出があり、この際には能力が上昇する。代表時は控え選手。
高杉 真吾
ポジション：DF 所属：南葛高校→全日本
巨漢やロングスローなどの特徴は反映されていない。代表では只1人の控えDF。
反町 一樹
ポジション：FW 所属：東邦学園→全日本
東邦学園で日向とツートップを組むFW。能力的には来生と同等。代表時は控え選手。
浦辺 反次
ポジション：MF 所属：南葛高校
元大友カルテットのリーダーで、石崎のライバル。代表には選抜されていない。
岸田 猛
ポジション：DF 所属：南葛高校
元大友カルテットの1人。代表には選抜されていない。
中山 政男
ポジション：DF 所属：南葛高校
元大友カルテットの1人。代表には選抜されていない。
中西 太一
ポジション：GK 所属：立浪高校
巨漢のGK。日本代表には選抜されていない。

### 外国人選手
カルロス・サンターナ
ポジション：FW、MF 所属：フラメンゴ→ブラジル
ユースNo.1チームのフラメンゴのキャプテン。ジャイロの再来とも言われるほどの選手。リオカップ予選では全試合ハットトリックを達成しており、「ミラージュシュート」を武器にサンパウロと優勝を争う。
なお、本作の時点では原作に登場していないが、元々は映画に登場した原作者によるデザインのキャラであり、ゲームオリジナルキャラではない。愛称も「サンターナ」でなく「カルロス」であり、原作とは性格なども異なる。
ジウ
ポジション：FW 所属：サンパウロ
サンパウロのエースストライカー。ダイレクトシュートが得意。
バビントン
ポジション：MF 所属：サンパウロ→アルゼンチン
サンパウロのもう1人のゲームメーカー。翼と共に攻撃の起点となる。かつてディアスと互角に近い勝負をしたことがきっかけで、サンパウロにスカウトされた。
アマラウ
ポジション：DF 所属：サンパウロ→ブラジル
サンパウロの守りの要。パスカットと高い浮き球の能力値が高い。
ドトール
ポジション：DF 所属：サンパウロ→ブラジル
サンパウロの守りの要。タックルと低い浮き球の能力値が高い。
レナート
ポジション：GK 所属：サンパウロ
サンパウロの守護神。ブラジルユースの代表選考会では候補まで残った。能力値は森崎よりやや高い程度。
クラウディオ・メオン
ポジション：GK 所属：グレミオ
ドライブシュートを必ず止める実力を持つGK。翼の実力を測るため、サンパウロの練習に殴り込みをかける。
ダイレクトシュートに弱いが、それでも翼が「ただのオーバーヘッドではゴールを奪えない」と考えるくらいの実力を持ち合わせている。
ゲーム内でもその設定が反映されており、1対1以外で放ったドライブシュートをメオンが動ける状態なら無条件で止めてくる。
エウゾ･ゲルティス
ポジション：GK 所属：ブラジル
イタリアのインターミランでプロとして活躍する選手。キーパーマシンの異名を持つ。異質な必殺技である「ダークイリュージョン」を駆使する。
アルツール・アンチネス・コインブラ
ポジション：MF 所属：ブラジル
本作のラスボス。完成されたスーパーストライカー。一般選手の2倍のドリブル速度を持つ。決勝に登場するまでチームメイトにすら存在を知られていなかった。
ファン・ディアス
ポジション：MF 所属：アルゼンチン
ボールを持ったときに「よし いくぞ!」とセリフが出ると、ドリブル能力が大幅にアップする「天才の証明」という特殊能力を持つ。
アラン・パスカル
ポジション：FW 所属：アルゼンチン
幼少時よりディアスとコンビを組むFW。ディアスとの「ゴールデンコンビ」以外に個人の必殺技を持たない。
ガルバン
ポジション：DF 所属：アルゼンチン
パワー系の必殺ディフェンスを所持しており、ディフェンス能力もトップクラスである。
エル・シド・ピエール
ポジション：MF 所属：フランス
フランスで行われたJr.ユースの雪辱に燃え、ナポレオンと共に打つ時に浮き玉の高低差は関係ない「スライダーキャノン」を編み出した。
ルイ・ナポレオン
ポジション：FW 所属：フランス
「エッフェルこうげき」で攻め上がり、「キャノンシュート」だけでなく「スライダーキャノン」は浮き玉の高低差は関係なく打てるシュートのためとても強力である。
カール・ハインツ・シュナイダー
ポジション：FW 所属：西ドイツ
こちらがリードすると、「このかりは かならず かえす!」のセリフと共に、能力値が大幅にアップする「皇帝の怒り」という特殊能力を持つ。
マンフレート・マーガス
ポジション：FW 所属：西ドイツ
ヘディングを得意とする長身のFW。必殺技を持たないが能力値は高い。
フランツ・シェスター
ポジション：MF 所属：西ドイツ
コンピューターと呼ばれる頭脳的なゲームメーカー。必殺技を持たないが能力値は高い。
ヘルマン・カルツ
ポジション：MF 所属：ハンブルガーSV→西ドイツ
中盤の底で相手の攻撃の芽を摘みゲームをも組み立てる仕事師。シェスターと同等の能力を持ち、さらに「ハリネズミドリブル」を持つ。
デューター・ミューラー
ポジション：GK 所属：西ドイツ
幻のキーパーと呼ばれた選手。必殺技を持たないが、能力値は非常に高い。
ジノ・ヘルナンデス
ポジション：GK 所属：イタリア
パーフェクトキーパーの異名を持つ。打倒全日本に闘志を燃やしている。本作では必殺技を所持していない。
ラモン・ビクトリーノ
ポジション：FW 所属：ウルグアイ
南米の黒豹。ジャパンカップにウルグアイ代表として登場。南米予選の決勝ではアルゼンチンに破れ、本選で戦う機会はない。原作では披露しなかったオーバーヘッドキックを必殺技に持つ。
ロブソン
ポジション：DF 所属：イングランド
Jrユース編ではキャプテンを務めていた。巨漢DFだが、本作ではパワー系の必殺技を所持していない。

### 選手以外
ロベルト本郷
所属：サンパウロ→ブラジル
サンパウロの監督。ミーディング時に、時折迷言を発する。
片桐陽子
所属：サンパウロ→全日本
片桐宗政の妹。日本サッカー協会から研修生として派遣され、サンパウロのマネージャーとなる。スコアメモを教える役割を担当する。
中沢早苗
所属：南葛高校
南葛高校のマネージャーで翼の恋人。高校サッカー選手権の間のみスコアメモを担当している。
ジャイロ
ペレが活躍するより前の世代のストライカー。苦手なヘディングを練習する代わりに無敵の必殺シュート・サイクロンを編み出し、未公認も含め1000ゴール近い得点をあげている。
チャーリー高橋
シリーズおなじみのアナウンサー。世界各国全ての試合で実況を担当している。

## スタッフ
- ディレクター：ファイターおとみ
- インゲーム・プログラム：よっちん
- アウトゲーム・プログラム：アキヒコ
- 企画：あかいきつね
- アウトゲームディレクター：うま
- アニメーションディレクター：にわかまる
- 音楽：やまさん（山岸継司）、メタルゆうき（斎藤幹雄）、まゆ（おかむらまゆこ）
- スプライトアクション：スーパーごんたくん
- バックワーク：まーしあん
- グラフィックチーム1：ケーナ、パーコ、シンピロエース
- グラフィックチーム2：むらさき、ずう、ふゆふゆ
- データワーク：さとうだいこん、やへみ
- デバッグチーフ：ききょうや じゅうべえ
- アウトゲームアドバイザー：さくらざき
- パッケージデザイン・マニュアル：もんどエコ、パンチョたかちゃん
- 原作：高橋陽一

## 評価
- ゲーム誌『ファミコン通信』の「クロスレビュー」では合計31点（満40点）でシルバー殿堂入りを獲得[4]、また、同誌の「'90ベストヒットゲーム大賞」において、読者支持で4位にランクインしている[5]。

- ゲーム誌『ファミリーコンピュータMagazine』の読者投票による「ゲーム通信簿」での評価は以下の通りとなっており、23.59点（満30点）となっている[1]。同誌1991年5月10日号特別付録の「ファミコンロムカセット オールカタログ」では、「前回、スポーツシミュレーションとして衝撃を与えたあの新鮮さも、今もまだ新しいものとして感じる」と紹介されている[1]。

| 項目 | キャラクタ | 音楽 | 操作性 | 熱中度 | お買得度 | オリジナリティ | 総合  |
| 得点 | 4.19       | 3.95 | 3.87   | 4.08   | 3.72     | 3.78           | 23.59 |